# Dyschirus sublaevis
Dyschirus sublaevis är en skalbaggsart som beskrevs av Jules Putzeys. Dyschirus sublaevis ingår i släktet Dyschirus och familjen jordlöpare. Inga underarter finns listade i Catalogue of Life.